# Halemagge, Heggadadevankote
Halemagge là một làng thuộc tehsil Heggadadevankote, huyện Mysore, bang Karnataka, Ấn Độ.